# Yên Đức
Yên Đức là một phường thuộc thành phố Đông Triều, tỉnh Quảng Ninh, Việt Nam.

## Địa lý
Phường Yên Đức nằm ở phía đông nam thành phố Đông Triều, có vị trí địa lý:
- Phía đông giáp phường Hoàng Quế
- Phía tây giáp tỉnh Hải Dương
- Phía nam giáp thành phố Hải Phòng
- Phía bắc giáp phường Hoàng Quế và phường Yên Thọ.

Phường Yên Đức có diện tích 9,31 km², dân số năm 2022 là 7.295 người, mật độ dân số đạt 783 người/km².

## Hành chính
Phường Yên Đức được chia thành 5 khu phố: Chí Linh, Dương Đê, Đồn Sơn, Đức Sơn, Yên Khánh.

## Lịch sử
Trước Cách mạng tháng Tám năm 1945, tổng Yên Khánh có 5 xã: Yên 
Khánh, Đồn Sơn, Chí Linh, Dương Đê, Đức Sơn thuộc huyện Đông Triều, tỉnh Hải Dương.
Tháng 10 năm 1963, xã Yên Đức thuộc huyện Đông Triều, tỉnh Quảng Ninh.
Ngày 11 tháng 3 năm 2015, Ủy ban Thường vụ Quốc hội ban hành Nghị quyết số 891/NQ-UBTVQH13 về việc thành lập thị xã Đông Triều thuộc tỉnh Quảng Ninh. Xã Yên Đức trực thuộc thị xã Đông Triều.
Ngày 28 tháng 9 năm 2024, Ủy ban Thường vụ Quốc hội ban hành Nghị quyết số 1199/NQ-UBTVQH15 về việc sắp xếp đơn vị hành chính cấp huyện, cấp xã của tỉnh Quảng Ninh giai đoạn 2023 – 2025 (nghị quyết có hiệu lực từ ngày 1 tháng 11 năm 2024). Theo đó:
- Thành lập phường Yên Đức thuộc thị xã Đông Triều trên cơ sở toàn bộ 9,31 km² diện tích tự nhiên và quy mô dân số là 7.295 người của xã Yên Đức.
- Thành lập thành phố Đông Triều thuộc tỉnh Quảng Ninh. Phường Yên Đức trực thuộc thành phố Đông Triều.